# فیلیپ کنچتل
فیلیپ کنچتل (انگلیسی: Philipp Knechtel؛ زادهٔ ۲۸ ژوئن ۱۹۹۶) بازیکن فوتبال اهل آلمان است.
از باشگاه‌هایی که در آن بازی کرده‌است می‌توان به باشگاه فوتبال انرژی کوتبوس اشاره کرد.